# Карпи (Яворівський район)
Карпи́ — село в Україні, у Яворівському районі Львівської області. Населення становить 104 осіб. Орган місцевого самоврядування — Яворівська міська рада.
| Україна | Це незавершена стаття з географії України. Ви можете допомогти проєкту, виправивши або дописавши її. |